# Acacia caduca
Acacia caduca é uma espécie de leguminosa do gênero Acacia, pertencente à família Fabaceae.